# Eurhadina donata
Eurhadina donata är en insektsart som beskrevs av Logvinenko 1978. Eurhadina donata ingår i släktet Eurhadina och familjen dvärgstritar. Inga underarter finns listade i Catalogue of Life.